# 坎贝尔·斯图尔特

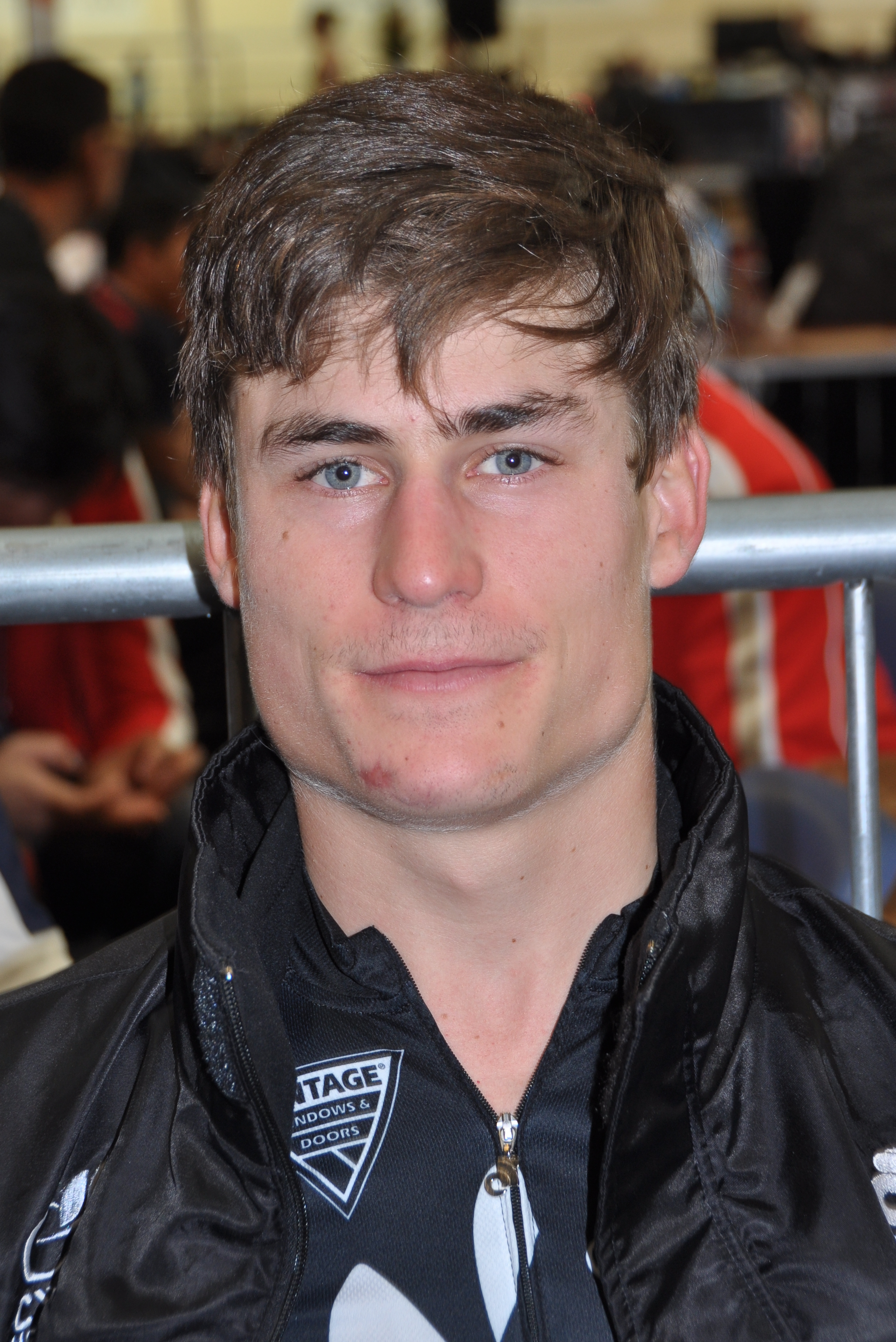
坎贝尔·斯图尔特

坎贝尔·斯图尔特（英語：Campbell Stewart，1998年5月12日—）是一名新西兰男子职业场地自行车运动员，曾在2018年效力于WIGGINS车队。他在2019年世界场地自行车锦标赛上赢得男子全能赛的冠军，一年后又在2020年世界场地自行车锦标赛上赢得男子团体追逐赛的银牌和男子麦迪逊赛的银牌。